# Peloritani

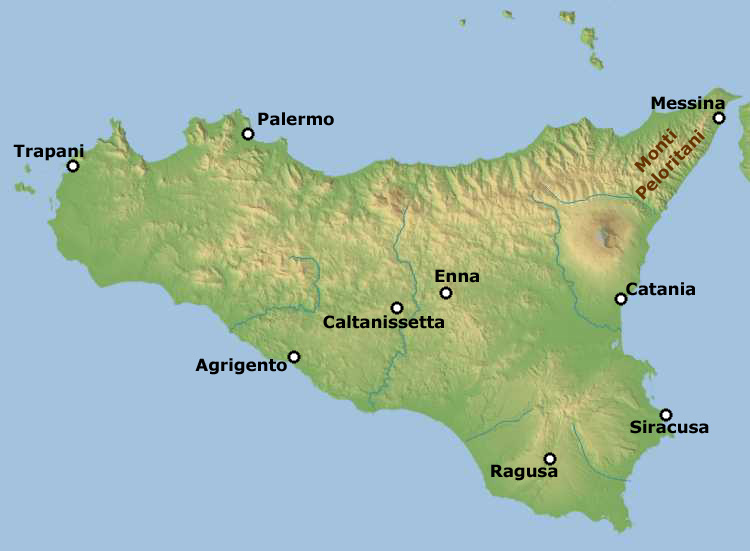
Ligging van de Monti Peloritani

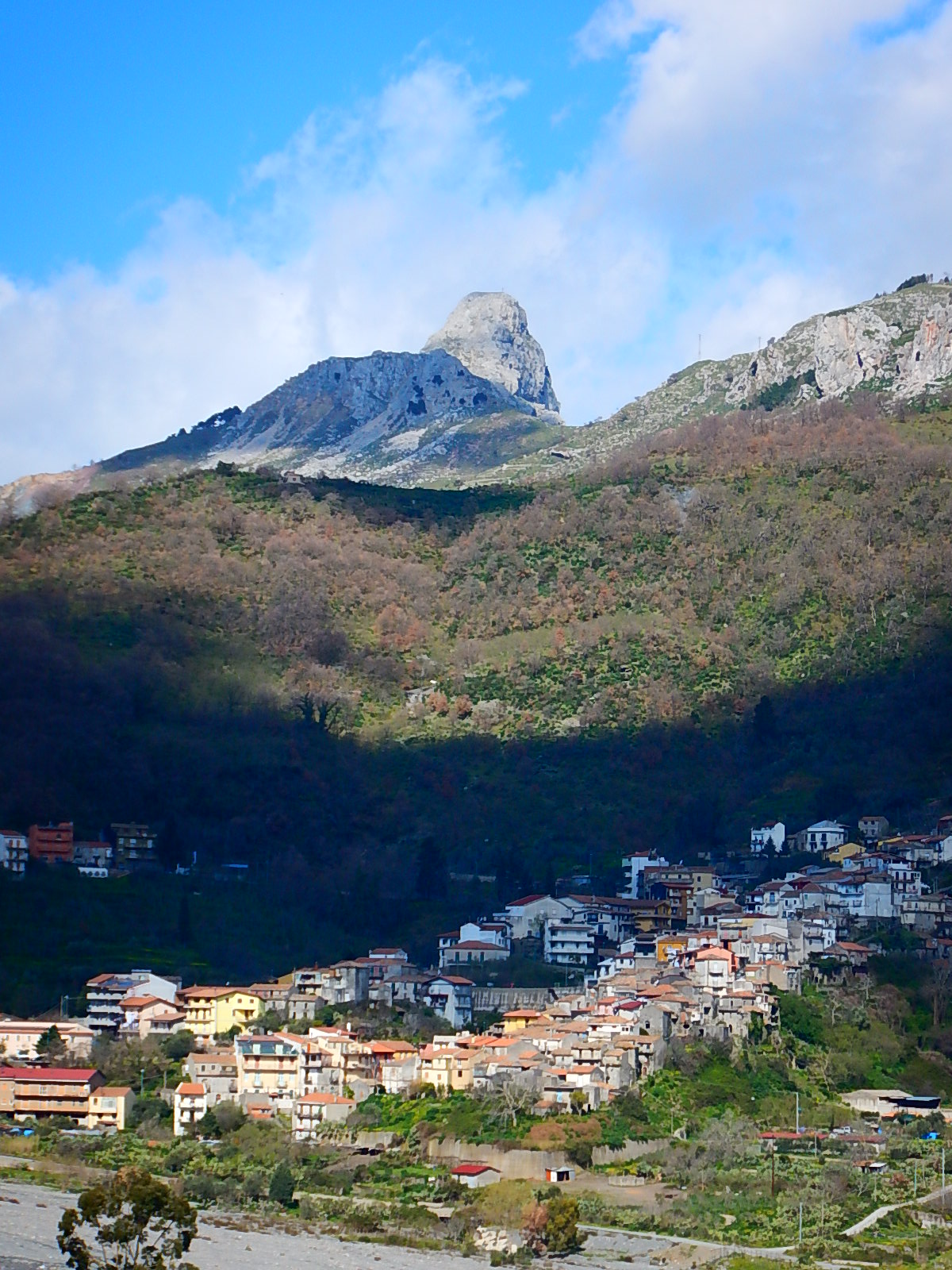
De Rocca di Novara is beeldbepalend voor het Fondachelli-Fantina-dal

De (Monti) Peloritani is een middelgebergte in de Metropolitane Stad Messina in het noordoosten van Sicilië. Het strekt zich uit langs de noordkust tussen Messina en Tindari. De hoogste piek is de Montagna Grande met een hoogte van 1.374 meter. Een markante berg in de Peloritani is tevens de 1.340 meter hoge Rocca di Novara.

## Geologie
De Peloritani vormen samen met de Nebrodi en de Madonie een voortzetting van de bergketen de Apennijnen. Dit is voornamelijk af te lezen aan de volgorde van de geologische lagen. Deze zijn enigszins vergelijkbaar met de geologische lagen van de Aspromonte, de laatste uitloper van de Apennijnen in Calabrië. Waar de Nebrodi en Madonie uit kalksteen bestaan, zijn in de Peloritani oudere gesteentelagen van gneis, kristallijn leisteen en graniet zichtbaar.

## Kenmerken
Karakteristiek voor het ruige bergmassief van de Peloritani zijn de brede fiumare tussen de bergen, dit zijn rivieren die gevoed worden door regen- of smeltwater. Deze fiumare zijn gevormd door kiezelzand dat bij hevige regens wordt meegevoerd door buiten de oevers tredende beken. Middels herbebossing wordt in de Peloritani thans gepoogd de erosieschade te verminderen.